# Udeterus lobicollis
Udeterus lobicollis är en skalbaggsart som först beskrevs av Bates 1875.  Udeterus lobicollis ingår i släktet Udeterus och familjen långhorningar. Inga underarter finns listade i Catalogue of Life.